# J Henry Fair
J Henry Fair (*  1959 in Charleston) ist ein US-amerikanischer Fotograf, Umweltaktivist und Mitbegründer und Direktor der Umweltorganisation Wolf Conservation Center in South Salem, NY. Fair lebt und arbeitet heute in New York.

## Industrial Scars
Bekannt wurde Fair vor allen Dingen durch seine Fotoreihe Industrial Scars. Für dieses Projekt setzt sich der Künstler mit Energiegewinnung, landwirtschaftlicher Massenproduktion und großindustrieller Produktion auseinander. Mit kleinen Flugzeugen kreist er über schwer zugänglichen Industriegebieten und fotografiert Fabriken, Abwasseranlagen oder Kohleabbaugebiete aus der Vogelperspektive. Zentrale Themen seiner Arbeit sind die Visualisierung der schwer greifbaren Prozesse von globaler Erwärmung, Umweltverschmutzung und -zerstörung und die Position, welche die Kunst in diesem Zusammenhang einnimmt.
Mit seinen Fotos hat Fair auf umweltpolitische Probleme in verschiedenen Regionen der Welt aufmerksam gemacht. In Deutschland gehören die Braunkohleabbaugebiete in Nordrhein-Westfalen und in der Lausitz dazu, die er in den letzten Jahren ablichtete. Fotos aus der Industrial Scars-Reihe waren bereits in den USA, Asien und Europa zu sehen. Den abstrakten Bildern stellt Fair konkrete Informationen zu den dokumentierten Umweltproblemen anbei. Besucher seiner Ausstellungen werden so über akute Themen des Umweltschutzes, wie beispielsweise chemische Reaktionen bei der Düngemittelgewinnung oder die Konsequenzen von Massentierhaltung, informiert. Die bisher größte Einzelschau des Fotografen – Toter Erde schöner Schein – wurde im Herbst 2011 vom KOMM-Bildungsbereich in Nürnberg gezeigt. Fair arbeitet als Fotograf auch mit Umweltorganisationen wie NRDC, Rainforest Alliance oder Greenpeace zusammen. Er bildet nicht neutral ab, sondern möchte ein Statement abgeben und anregen, die richtigen Fragen zu stellen.

## Wolf Conservation Center
J Henry Fair ist Mitbegründer und Direktor der Umweltorganisation Wolf Conservation Center (WCC) in South Salem, NY. Das WCC setzt sich für den Schutz wilder Wölfe ein und informiert über das Leben dieser Tiere, ihre Aufgabe im Ökosystem und die Rolle des Menschen bei der Sicherung ihrer Zukunft. Das Zentrum führt regelmäßig Informationsveranstaltungen rund um das Thema Wölfe durch, unterstützt die Auswilderung der Tiere in geeignete, von den Bundesstaaten ausgewiesene Gebiete und stellt zudem geschützten Lebensraum für einige der Wölfe zur Verfügung, um ihre natürlichen Verhaltensweisen zu beobachten. WCC ist die größte Einrichtung im Osten der USA, die sich mit der Aufzucht und Auswilderung der vom Aussterben bedrohten Wölfe beschäftigt.
Fair ist in der Musik- und Kunstszene zudem als Porträtfotograf bekannt. Er porträtierte u. a. Künstler und Künstlerinnen wie Yo-Yo Ma, Isaac Stern oder Cecilia Bartoli.

## Veröffentlichung
- Industrial Scars: The Hidden Costs of Consumption, Papadakis Books, London 2016. ISBN 978-1-906506-61-2
- The Day After Tomorrow. Images of Our Earth in Crisis, powerHouse Books, New York 2011 ISBN 978-1-57687-560-5

## Verweise

### Zeitungsartikel
- Visions of Earth. In: National Geographic, März 2007
- Anspruch auf Sonnenschein. In: Frankfurter Allgemeine Zeitung, 27. Oktober 2007
- Factory Farming. In: Discover Magazine, Mai 2008
- Earth in the Balance. In: The Boston Globe, Juli 2008
- Die verheizte Zukunft. In: Die tageszeitung, 1. August 2008
- What Is This?. In: Discover Magazine, Oktober 2008
- Künstlerportrait. In: Industrie-Kultur, Januar 2009
- Farborgien aus Gift. In: Süddeutsche Zeitung, 21. September 2011

### Ausstellungen
- ifa (Institut für Auslandsbeziehungen): Schauplatz Natur - Tanz auf dem Vulkan. 2008. Mit Katalog.